# 山口光
山口 光（やまぐち こう、1944年 - ）は、日本のジャーナリスト。共同通信社顧問。岩手県水沢市（現･奥州市）に生まれる。

## 経歴
1963年岩手県立水沢高等学校、1967年国際基督教大学を卒業後、1968年共同通信社に入社し、サイゴン（現ホーチミン）・バンコク・ニューヨーク支局を経て、編集局外信部次長、ジュネーブ支局長、総務局次長、1988年長野オリンピックメディア責任者、2002年FIFAワールドカップ日本組織委員会スポークスマン、共同通信国際局長、業務顧問、企画経営室顧問などを歴任し、現在共同通信社社長室顧問。

## 歴任
- 共同通信社顧問
- 犬養道子基金委員

## その他
- 第9回アジア太平洋ジャーナリスト会議議長